# معاداة العرب في تركيا
في تركيا، في حين أن معظم حالات المشاعر المعادية للعرب كانت موجهة ضد اللاجئين السوريين، إلا أن الظاهرة نمت مؤخرًا لتشمل العرب الآخرين، مثل أولئك القادمين من دول الخليج. إن السياسة اليمينية المتطرفة في البلاد تتكون في كثير من الأحيان من خطاب يصور السوريين وغيرهم من العرب كقوة متخلفة وغير حضارية تؤثر على الأتراك. كما أن ارتفاع مستويات المشاعر المعادية للعرب يرجع إلى الأزمة الاقتصادية التركية. علاوة على ذلك، فإن جذور المشكلة تعود أيضًا إلى أزمة المهاجرين في تركيا، والتي بدأت جنبًا إلى جنب مع الربيع العربي؛ حيث وثقت الحكومة التركية 3.7 مليون لاجئ سوري بحلول عام 2018. وفي العام نفسه، أفادت الأمم المتحدة أن 63.4% من جميع اللاجئين السوريين المسجلين في العالم موجودون في تركيا. وانتقد عدد من السياسيين الأتراك الوجود العربي الكبير في البلاد منذ بداية الحرب الأهلية السورية.[بحاجة لمصدر]